# La Isabela
La Isabela ở tỉnh Puerto Plata, Cộng hòa Dominica là thị trấn Tây Ban Nha đầu tiên ở châu Mỹ. Địa điểm này nằm cách 42 km về phía tây thành phố Puerto Plata, tiếp giáp với làng El Castillo. Khu vực này hiện là một Công viên Lịch sử Quốc gia và Di sản thế giới dự kiến.
La Isabela được Christopher Columbus thành lập trong chuyến đi thứ hai của ông vào tháng 12 năm 1493 và được đặt theo tên của Nữ hoàng Isabel I của Castilla. Các nỗ lực đầu về khu định cư vĩnh viễn, các pháo đài ở La Navidad được thành lập bởi Columbus trước đó một năm nằm về phía tây của La Isabela ngày nay nằm ở Haiti đã hoàn toàn bị phá hủy bởi những người Taíno khi Columbus trở về. La Isabela bị bỏ hoang vào năm 1500.
```
Các khu định cư duy nhất trước đó của người châu Âu ở châu Mỹ là các khu định cư của 
người Viking
 ở 
Greenland
 và 
Newfoundland
 có từ 500 năm trước đó.
```

La Isabela được thành lập để tìm kiếm kim loại quý trên đảo. Thị trấn trải qua một trận dịch được cho là lây lan từ châu Âu sang Tân Thế giới vào năm 1493 và hai trong số những cơn bão nhiệt đới Đại Tây Dương sớm nhất được người Châu Âu quan sát vào năm 1494 và 1495.
Đói khát và bệnh tật sớm dẫn đến binh biến, vỡ mộng. Điều này đạt đến điểm khi một nhóm người định cư dẫn đầu là Bernal de Pisa, đã cố gắng bắt và rời khỏi một số tàu để quay trở lại Tây Ban Nha. La Isabela hầu như không tồn tại cho đến năm 1496 khi Columbus quyết định từ bỏ nó để chuyển sang một khu định cư mới, bây giờ là Santo Domingo.

## Lịch sử
Sau chuyến đi đầu tiên đến Tân Thế giới, Columbus quay trở lại Hispaniola với mười bảy con tàu. Những người định cư của Columbus đã xây dựng những ngôi nhà, kho chứa hàng, một nhà thờ Công giáo và một ngôi nhà lớn cho Columbus. Ông đã đưa hơn một nghìn người, bao gồm thủy thủ, binh lính, thợ mộc, thợ đá, những người lao động khác cùng cả quý tộc và các linh mục. Mặc dù các ghi chép lịch sử không đề cập đến phụ nữ hay người Phi, nhưng bộ xương trong các ngôi mộ được tìm thấy cho thấy ít nhất một phụ nữ châu Âu và chỉ ra nguồn gốc châu Phi của nhiều người, nhưng liệu những người sau này là thủy thủ hay nô lệ thì vẫn chưa được xác định được. Người Tây Ban Nha mang theo lợn, ngựa, lúa mì, mía và súng. Chuột và vi trùng đi theo đó, dẫn đến dịch cúm đầu tiên ở Châu Mỹ. Khu định cư chiếm hơn 2 hecta.